# John David Battaglia
John David Battaglia Jr. (2 d'agost de 1955 – 1 de febrer de 2018) va ser un assassí convicte nord-americà que va ser executat per l'assassinat de les seves dues filles en l'estat de Texas. Battaglia va assassinar a trets les seves filles Faith i Liberty Battaglia, de 9 i 6 anys respectivament, el 2 de maig de 2001, com una "última venjança" contra la seva exesposa Mary Jean Pearle, qui intentava empresonar-ho.
Battaglia va ser condemnat a mort i finalment executat per injecció letal l'1 de febrer de 2018.

## Biografia
John David Battaglia era d'ascendència italiana i va néixer el 2 d'agost de 1955 en el si d'una família militar en una base d'Alabama. De nen, es va traslladar a través del país i per Alemanya. El seu pare va deixar l'exèrcit el 1970. Va assistir a l'escola secundària en Oregon i Dumont, Nova Jersey, i finalment es va graduar de l'Escola Secundària Dumont (Dumont High School). Va assistir a la Universitat Fairleigh Dickinson però la va abandonar el 1976. Després de ficar-se en problemes amb la llei per usar drogues il·legals, es va unir als Marines. Es va convertir en sergent i va deixar als Marines per convertir-se en comptador. Es va mudar a Dallas perquè el seu pare vivia allí, i va prendre classes nocturnes per convertir-se en Comptador Públic Certificat (CPA) i va fer de model. Finalment es va convertir en comptador públic.
Battaglia es va casar el 1985 amb Michelle LaBorde, amb qui va tenir la seva primera filla, Christie (n. 1986). Battaglia havia comès violència domèstica contra LaBorde. Finalment es van separar el 1987.
Es va casar per segona vegada el 6 d'abril de 1991, amb una dona anomenada Mary Jean Pearle, qui residia en Highland Park, a Dallas-Fort Worth metroplex. Van tenir dues filles, Faith (1992–2001) i Liberty Mae Battaglia (1995–2001), ambdues eren estudiants de l'Escola Primària John S. Bradfield (John S. Bradfield Elementary School) en Highland Park.
El gener de 1999, Pearle es va separar de Battaglia després de sofrir abús verbal. En el Nadal de 1999, Battaglia estava de visita per veure a Faith i Liberty quan va atacar a Pearle en un incident de violència domèstica. Com a resultat, es va declarar culpable d'un càrrec d'assalt a nivell de delicte menor i va rebre dos anys de llibertat condicional. Pearle va sol·licitar el divorci immediatament després de l'incident i el divorci va finalitzar a l'agost de 2000.
Fins a aquest moment Battaglia mai havia copejat a alguna de les seves filles. Pearle va declarar que anteriorment les adorava, i no va ser sinó fins que va matar a les nenes que ella no creia que ell fos capaç de fer-lis cap mal malgrat el seu historial de violència domèstica amb els seus anteriors parelles. A Battaglia se li permetia tenir visites periòdiques amb elles.

## Assassinats
El dimecres 2 de maig de 2001, Pearle va deixar a les seves filles amb Battaglia per a un sopar planejat, però en el seu lloc les va portar al seu apartament, en l'Adam Hats Lofts, en el veïnat Deep Ellum a Dallas. Battaglia va trucar per telèfon a Pearle des de l'apartament, i va disparar i va matar a les seves filles, de 6 i 9 anys, mentre el seu exesposa escoltava des de l'altra línia. Durant la trucada, li va demanar a Faith que li preguntés a Pearle: "Per què vols que papà vagi a la presó?" Abans de morir va cridar: "No, papà, per favor, no ho facis". Li van disparar tres vegades i a Liberty cinc vegades.
Li va dir a Pearle "Feliç fotuda Nadal", en referència a l'incident del Nadal de 1999. Pearle va acabar la trucada i va marcar al 9-1-1. Després dels assassinats, Battaglia va deixar un missatge en el contestador de l'habitació de les noies:
"Hola, noies. Només vull dir-vos lo valentes que han estat i espero que estiguin descansant en un lloc millor ara. Tant de bo no tinguessin res a veure amb la seva mare. És malvada, viciosa i estúpida".
Battaglia després va ser a un saló de tatuatges i es va tatuar dues roses, representant a les seves filles, en el seu bíceps esquerre. Va ser arrestat poc després, en una baralla a cops de puny amb els agents de policia que el van detenir, la qual cosa ho va deixar amb un ull morat. La policia li va confiscar 16 armes de foc a la seva casa. Les autoritats de Texas van declarar que Battaglia va matar a les seves filles com a venjança contra Pearle, perquè s'havia queixat davant el seu agent de llibertat condicional.
El funeral de les dues nenes es va dur a terme a l'Església Luterana El nostre Redemptor (Our Redeemer Lutheran Church), en el nord de Dallas, i van ser enterrades en el Cementiri Hillcrest, en el nord de Dallas, juntament amb el pare de Pearle.

## Judici, condemna i procediments judicials
El judici per assassinat cabdal contra Battaglia va començar el 22 d'abril de 2002 i es va dur a terme en el Frank Crowley Courts Building a Dallas. Howard Blackmon va ser el fiscal principal; Battaglia va ser representat per Paul Johnson i Paul Branchle. Els membres del jurat van deliberar durant 19 minuts abans de condemnar a Battaglia pel càrrec més elevat, la pena de mort. El 30 d'abril de 2002, el mateix jurat va demanar la pena de mort per Battaglia. Després de rebre la seva sentència, Battaglia va ser empresonat en la Unitat Polunsky, prop de Livingston. Després de la sentència, la seva exesposa li va dir que es cremés en l'infern per sempre. Ella també va dir: "Ets un dels assassins més atroços dels temps moderns. M'agradaria dir que la pròxima vegada que em vegis serà quan et posin l'agulla en el braç... Però no vaig a perdre el temps per estar allí". Pearle al final va canviar d'opinió i va assistir a l'execució de Battaglia gairebé 16 anys després.
Les condemnes de mort s'apel·len automàticament, i els advocats d'apel·lació de Battaglia van lluitar perquè se li commuti la seva condemna a mort per cadena perpètua sense possibilitat de llibertat condicional. L'execució de Battaglia estava programada pel 30 de març de 2016, però la Cort d'Apel·lacions del Cinquè Circuit dels EUA va emetre una suspensió perquè la cort pogués revisar sobre els reclams dels seus advocats que no era mentalment competent per ser executat. L'Estat de Texas no va impugnar aquesta suspensió, i la seva execució va ser ajornada. El 15 d'agost de 2016, Battaglia va rebre la data d'execució pel 7 de desembre de 2016. El 2 de desembre de 2016, el Tribunal d'Apel·lacions Penals de Texas va emetre una suspensió de l'execució de Battaglia a causa de qüestions relatives a la seva competència mental. La fallada va donar als seus advocats 60 dies per argumentar davant el Tribunal d'Apel·lacions Penals.
El 20 de setembre de 2017, el Tribunal d'Apel·lacions Penals de Texas va desestimar el reclam d'incompetència mental de Battaglia. En una audiència de competència al novembre de 2016, un expert en salut mental va atestar que Battaglia probablement simulava símptomes de malaltia mental en un intent per retardar la seva execució. El tribunal d'apel·lacions va afirmar això, afirmant que Battaglia probablement estava fingint. El 31 d'octubre de 2017 es va signar la sentència de mort de Battaglia i es va fixar una nova data d'execució per l'1 de febrer de 2018. Les apel·lacions subsegüents van fracassar.

## Execució

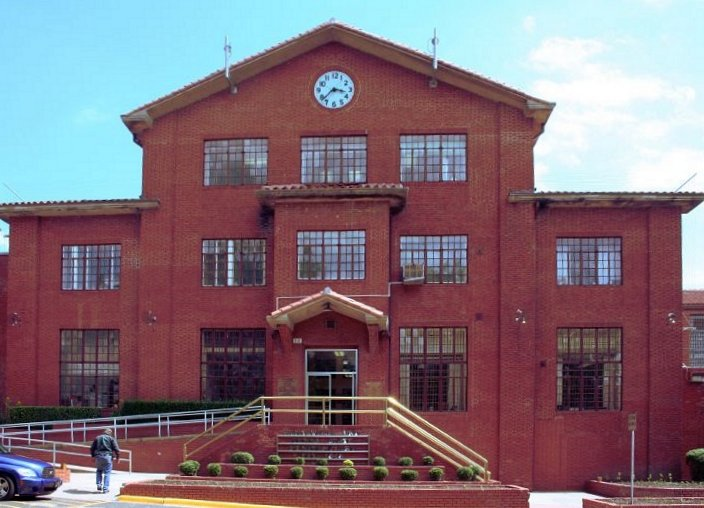
Unitat de Huntsville, on es troba la càmera d'execució de Texas

John David Battaglia va ser executat per injecció letal a les 9.40 p. m. (CST) l'1 de febrer de 2018 en la Unitat de Huntsville en Huntsville, gairebé setze anys després de la seva sentència original. Ningú va assistir a la sala de testimonis per al convicte. Mary Jeane Pearle estava en el costat de les víctimes de l'àrea d'observació de la càmera de la mort per veure-ho morir; en veure al seu ex esposa a la sala de testimonis, Battaglia va dir "Bé, hola Mary Jean", després, tornant-se cap al alcaide, va dir: "Els veuré més tard. Adéu. Endavant, per favor". Mentre s'allunyava de la finestra de cristall que la separava de Battaglia, Pearle va dir: "Ja he vist suficient d'ell".

## Conseqüències
Durant la dècada de 2000, est va ser un d'una sèrie d'homicidis domèstics relacionats amb Park Cities, Highland Park i University Park, dos enclavaments rics en el metroplex. Stephen Michaud, del Dallas Observer, va escriure: "Mai en la memòria de Park Cities han estat sacsejades per tan indicibles, i aparentment similars, homicidis familiars com els tres assassinats més recents, tots els quals van ocórrer en un període de 25 mesos".
No, Daddy, Don't!: A Father's Murderous Act of Revenge, un llibre de no ficció d'Irene Pence publicat en 2003, tracta sobre els assassinats.
Faith and Liberty's Place, un centre per a visites supervisades de nens, operat pel refugi d'abús domèstic de Dallas The Family Place, va ser establert en memòria de les víctimes.
Com a resultat del crim, Toby Goodman va patrocinar un projecte de llei en la Legislatura de l'Estat de Texas que demanaria als jutges que consideressin la història de la violència domèstica en considerar si les visites dels pares amb els seus fills serien supervisades o no. El Senat de Texas va aprovar per unanimitat el Projecte de Llei 140, que va ser signat com a llei pel Governador de Texas Rick Perry, i va entrar en vigor l'1 de setembre de 2001.
El Jutge de la Cort de Família del Comtat de Dallas, David Finn, havia desestimat el càrrec d'agressió de Battaglia en una audiència prèvia. L'any després dels assassinats, va renunciar al seu lloc com a jutge i es va postular contra l'actual Bill Hill per a l'elecció com a fiscal de districte del comtat de Dallas. Pearle va fer campanya contra Finn, declarant que la seva fallada mantenia a Battaglia fora de presó, la qual cosa va permetre que el pare matés a les seves filles. Finn va perdre les eleccions del 12 de març quan va rebre només el 25 % dels vots.